# Nicolás de la Cruz
Diego Nicolás de la Cruz Arcosa (ur. 1 czerwca 1997 w Montevideo) – urugwajski piłkarz występujący na pozycji ofensywnego pomocnika lub prawego skrzydłowego, reprezentant Urugwaju, od 2024 roku zawodnik brazylijskiego Flamengo.
Jego przyrodni brat Carlos Sánchez również jest piłkarzem.